# Hastings (stacja kolejowa)
Hastings – stacja kolejowa w Hastings, w hrabstwie East Sussex, w Anglii. Znajdują się tu 2 perony. Przewoźnikiem zarządzającym stacją jest Southeastern, a obsługuje ją również Southern. Stacja obsługuje ok. 1 690 878 pasażerów rocznie (dane za rok 2021/2022).